# Izet Bučo
Izet Bučo (Goražde, 1970.), stručnjak za vizualne efekte. S ekipom filma „1917“ nagrađen Oscarom za vizualne efekte. Živi sa suprugom u Londonu u Velikoj Britaniji.

## Životopis
Rođen je 1970. godine u Goraždu. U ratu u BiH teško ranjen. Bilo mu je teško ozlijeđeno rame, bili su mu amputirani prsti na rukama, imao je gelere u glavi. Ozljede su bile vrlo teške zbog čega liječnici nisu smatrali da će preživjeti. Kao hitan medicinski slučaj UN-ovim helikopterom napustio je ratnu BiH. Evakuiran je iz Sarajeva preko Italije do Velike Britanije. Operiran je više desetaka puta. Oporavio se i upisao je fakultet za multimediju. Počeo je u struci ni od čega. Radio je u filmskim produkcijama baveći se rotoscopingom, 2D composingom, vizualnim efektima i dr. Napredovao je u struci te je radio na velikim filmskim projektima, u koje su ubrojeni Harry Potter, Robin Hood, Pirati s Kariba, James Bond, X-Men, Maleficent, Nemoguća misija, Kralj lavova, 1917. i dr. 2020. godine za rad na filmu 1917. s ekipom filma dobio je Oscara za vizualne efekte.

## Vanjske poveznice
- Izet Bučo u internetskoj bazi filmova IMDb-u (engl.)